# مريم الصحراوية
السيدة مريم الصحراوية هي فقيهة ومعلمة وعالمة صالحة صحراوية الأصل، وهي مريم بنت محمد سالم بن عبد الله بن احمادو من قبيلة آل سالم المشهورين بالعلم، وهي قرينة محمد سالم بن عبد الفتاح الشاعر العلوي الشنكيطي المتقدم الذي سكن بأهله في إليغ.

## حياتها
ولدت مريم نحو سنة 1316ه، وكانت هذه السيدة العالمة حين نزلت مع زوجها في إليغ تعلم بنات آل الحاج صالح في دار الاستاذ سيدي المدني بن علي، وقيل ان لها وراء اتقان حفظ القرأن يداً حسنة في العلوم، وكان لها في تلاوة كتاب الله العجب العجاب بغنتها الصحراوية الحلوة، وشهدت عليها النساء المقربات منها انها تبقى كذلك طوال الليل وفي الأسحار، ولم يكن يعرفنها متى تنام، وقد اعتنت بأولادها وبناتها في التعليم كثيرًا جدا.

تميزت بالاخلاق الطيبة والكرم و الضيافة والسخاء، وقال عنها زوجها في إحدى أشعاره:
«ماذا تحاول ويحها لك ... مريم ولضيفها في الناس ضيف مكرم»
وقد انتقلت مع زوجها عن إليغ أواسط سنة 1355 هجرية إلى تادلة في زاوية الشيخ سيدي إبراهيم ابن البصير، لتعليم بناته، وهو ساكن في قبيلة ايت عياط، ثم انها توفيت هناك اما في سنة 1356ه واما في التي بعدها.